# Rodolfo de Lorena
Rodolfo (Lorena, 1320 – Crécy-en-Ponthieu, 26 de agosto de 1346), llamado el Valiente (le Vaillant), fue el duque de Lorena desde 1329 hasta su muerte. Era hijo y sucesor de Federico IV y de Isabel de Habsburgo, hija de Alberto I de Alemania, un Habsburgo, de ahí su nombre. Aunque tenía sólo nueve años de edad cuando su padre murió y él le sucedió en el ducado bajo la regencia de su madre (hasta 1334), fue un príncipe guerrero, tomando parte en cuatro guerras separadas en Lorena, Francia, Bretaña, y la península ibérica.  Fue muerto en la batalla de Crécy.
En 1337, el conde Enrique IV de Bar rechazó prestar homenaje por unos pocos señoríos que retenía y que eran del duque. Rodolfo se vio obligado a devastar Pont-à-Mousson y sus alrededores. En una serie de represalias, Enrique saqueó el oeste de Lorena y Rodolfo atacó el Barrois. Sólo por la intervención de Felipe VI de Francia terminó la guerra. Para entonces, los lazos de Lorena con Francia se habían fortalecido. Iban a hacerse más fuertes bajo el medio-Habsburgo Rodolfo. Su segundo matrimonio fue con la hija de un señor francés, Guy I de Blois, y sobrina del rey de Francia. También ayudó a Felipe con tropas para levantar el asedio de Tournai (1340) de Eduardo III de Inglaterra en la primera fase de la Guerra de los Cien Años.
Durante una breve paz anglo-francesa, viajó a la península ibérica para ayudar a Alfonso XI de Castilla en la Reconquista.  Combatió a los moros de Granada y destacó en la batalla de Gibraltar el 3 de noviembre de 1340.
A su regreso de Francia, fue en ayuda de su cuñado francés, Carlos de Blois, en la guerra de sucesión bretona. Regresó al bando de Felipe en la batalla de Crécy y resultó muerto allí, junto con muchos ilustres caballeros franceses, el 26 de agosto de 1346.
Su primera esposa fue Leonor (Aliénor), hija de Eduardo I de Bar y de María de Borgoña. Su matrimonio tuvo lugar en Pont-à-Mousson en 1329, pero no tuvieron hijos antes de la muerte de Leonor en 1332. Se volvió a casar con María de Châtillon (1323–1380), hija de los ya mencionados Guy y Margarita de Valois, la hermana del rey Felipe. Tuvieron tres hijos:
- mellizos (muertos antes del 31 de julio de 1343)
- Juan (1346–1390), su sucesor.